# Rambus
Rambus ili točnije Rambus Incorporated je američka tvrka koja je osnovana 1990. za razvoj i promidžbu tehnologija za brze međusklopove, posebno za tehnologiju Rambus izravne RAM spremišne tehnologije (Rambus Direct RAM memory technology). Rambus izravni RAM je tehnologija koja je bila osmišljena za preuzimanje primata kao standardna RAM tehnologija od SDRAM-a koji je standardna spremišna tehnologija koja se koristi u računalima.